# Pfarrkirche Niederschleinz

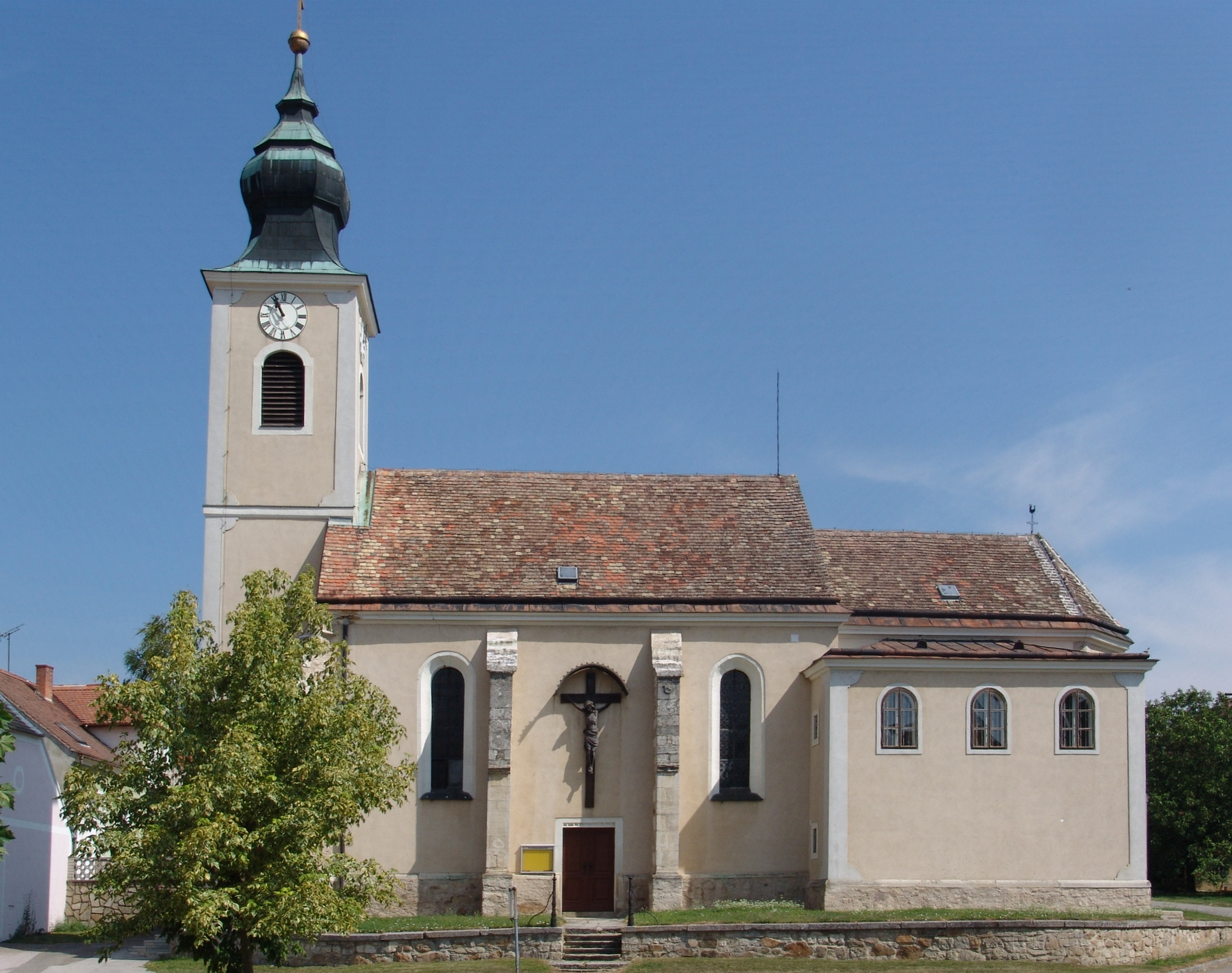
Pfarrkirche Niederschleinz

Die Pfarrkirche „zum heiligen Leopold“ ist eine geostete römisch-katholische Kirche mit Westturm am nordöstlichen Ortsende von Niederschleinz, einer Katastralgemeinde
der Marktgemeinde Sitzendorf an der Schmida in Niederösterreich.
Sie gehört dem Dekanat Sitzendorf im Vikariat Unter dem Manhartsberg an und steht gemäß Verordnung des Bundesdenkmalamtes unter Denkmalschutz.

## Pfarr- und Baugeschichte
Um das Jahr 1533 findet sich die Erwähnung eines spätmittelalterlichen Baues. Im Jahre 1564 wird Niederschleinz urkundlich als zur Pfarre Straning gehörig erwähnt. Im zweiten Viertel des 18. Jahrhunderts erfolgte die Barockisierung der Kirche. Seit dem Jahre 1892 ist Niederschleinz eine selbständige Pfarre.

## Baubeschreibung

### Außen
Der kleine spätgotische im Barock veränderte Bau mit westlich vorgestelltem Turm hat ein Satteldach mit umlaufendem gekehltem Traufgesims und einen eingezogenen polygonal geschlossenen Chor. Die Fassade des Langhauses wird durch gotische abgetreppte Strebepfeiler mit geschwungenen Wasserschlägen gegliedert. Ein Pfeiler an der Südfassade ist mit „1533“ bezeichnet, der andere trägt ein kleines spätgotisches Relief, das zwei gekreuzte Weinhauermesser darstellt.
Die ehemals hohen gotischen Spitzbogenfenster mit gekehlten Laibungen wurden im Zuge der Barockisierung ausgerundet. Zwischen den beiden südseitigen Strebepfeilern befindet sich ein rechteckiges Portal mit verstäbtem Türstock aus dem 16. Jahrhundert. Über diesem Portal ist ein großes überdachtes Kruzifix angebracht.
Der vorgestellte Westturm aus der Zeit um das Jahr 1730 mit Ecklisenen ist dreizonig gegliedert und hat Rundbogenfenster im Schallgeschoß. Über einem vorkragenden gekehlten Traufgesims erhebt sich ein Zwiebelhelm, der durch eine Turmkugel mit Kreuz bekrönt wird.
Südlich des Chores befindet sich ein zweigeschoßiger barocker Sakristeianbau mit Ecklisenen aus dem 18. Jahrhundert, der möglicherweise in jüngster Zeit nach Osten erweitert wurde. Ein zweiter niedriger schlichter Anbau mit Pultdach ist nördlich des Chores.

### Innen
Das einschiffige dreijochige Langhaus und der zweijochige eingezogene Chor mit Fünfachtelschluss sind im Kern spätgotisch und mit barocken Kreuzgratgewölben über Gurtbögen aus der Zeit um das Jahr 1740 ausgestattet.
An der Westwand befinden sich Reste eines spätgotischen Türgewändes. Die dreiachsige halbjochige Empore an der Westseite ruht auf toskanischen Säulen aus der Zeit um das Jahr 1800.
Den Übergang vom Langhaus zum Chor bildet ein leicht eingezogener, abgefaster spitzbogiger spätgotischer Triumphbogen. Dieser ist – sowie die Gewölbe und die Fenstergewände – mit reichem Bandlwerkstuck aus der Zeit um das Jahr 1740 versehen.
Der südlich des Chores angebaute barocke Sakristeiraum hat ein Kreuzgratgewölbe und ist mit einfachem Stuckdekor versehen.

## Ausstattung

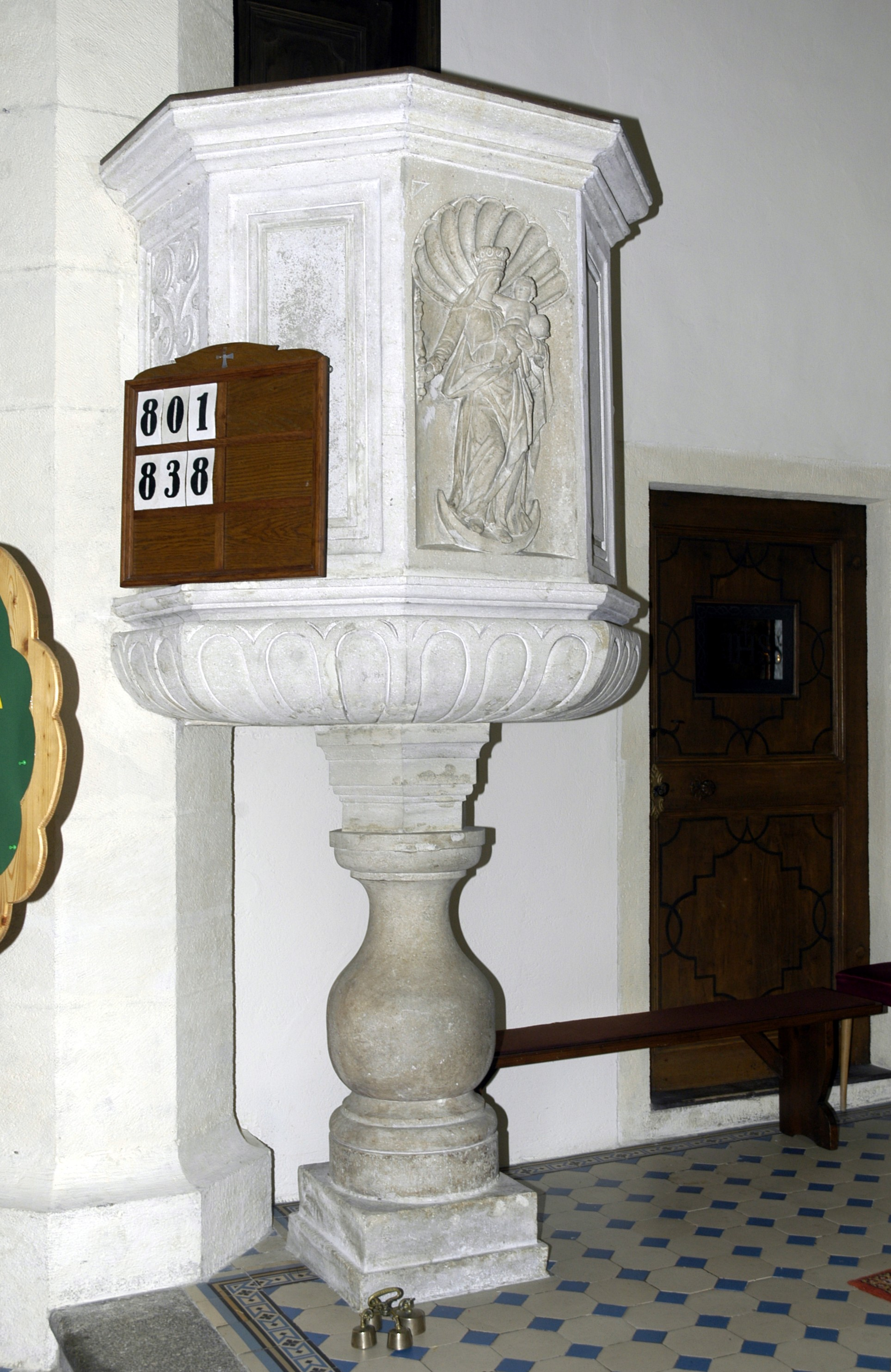
Die Kanzel

Der frühbarocke Hochaltar ist mit „1640“(?), „1727“ und „1894“ bezeichnet. Das Retabel trägt zwischen gedrehten Säulen ein Altarblatt, das mit „A. Mühl“ bezeichnet ist. Darüber ist ein gleichartiger Altarauszug mit dem Christusmonogramm „IHS“ im gesprengten Dreieckgiebel. Darunter befindet sich eine Figurengruppe „Pietà“ flankiert von zwei Heiligenfiguren.
Auf einem Balustersockel erhebt sich der polygonale Korb der Kanzel aus dem Ende des 18. Jahrhunderts mit einem Relief der Maria Immaculata.
Zur Ausstattung zählen zwei barocke Konsolfiguren der Heiligen Petrus und Paulus aus dem 17. Jahrhundert, ein gerilltes Weihwasserbecken und die vierzehn Kreuzwegbilder aus dem Ende des 19. Jahrhunderts.

### Orgel
Die Brüstungsorgel aus der Zeit um das Jahr 1830 stammt aus der „Znaimer Schule“, möglicherweise von Ignaz Reinold.

### Glocken
Eine der Glocken aus dem Jahre 1801 stammt von Johann Georg Fielgrader und Johann Caspar Hofbauer aus Wien.